# Salpe
En salpe er et gennemsigtigt, fiskeagtigt sækdyr. Er et rygstrengsdyr, der ikke er hvirveldyr.
Salper spiser alger, der optager CO2 og sender dermed CO2 ned til havbunden.
De findes i mange former, og kan være over 1 km lange. En sværm kan på en enkelt nat optage 4 tons CO2.

## Eksterne kilder og henvisninger
- Salpida  på WoRMS taxon details; AphiaID: 137214

- Wikimedia Commons har flere filer relateret til Salpe

| Dyr | Spire Denne artikel om dyr er en spire som bør udbygges. Du er velkommen til at hjælpe Wikipedia ved at udvide den. |